# شتاینفلد (بایرن)
شتاینفلد (به آلمانی: Steinfeld) یک شهر در آلمان است که در ماین-اشپسارت واقع شده‌است.